# Нататък билетът не важи
„Нататък билетът не важи“ (на френски: Au-delà de cette limite votre ticket n'est plus valable) е роман от Ромен Гари, издаден през 1975 година. Това е един от последните романи, издадени от Гари под това име, преди да продължи литературната си кариера под псевдонима Емил Ажар.
На български романът е публикуван първо от издателство „Ведрина“ под заглавие „Отвъд тази граница билетът ти е невалиден“ в превод на Корнелия Дарева, ISBN 9544040803. Отново е издаден от издателство „Фама“ през 2006 година в превод на Мария Коева, ISBN 9789545972289.

## Сюжет
Внимание:  Текстът по-долу разкрива сюжета на произведението (или части от него)!
Повествованието се води от първо лице от героя Жак Рение, 59-годишен индустриалец с финансови проблеми, който има любовна връзка с 22-годишна бразилка, Лора. Въпреки взаимността и радостта във връзката им, Рение е изпълнен със страхове относно напредването на възрастта му, които са свързани с физическата му сила и потентност, а оттам и на цялостното му самовъзприемане. Тъй като Рение е публична личност, влияние върху него оказват и обществените предразсъдъци относно подобна връзка между възрастен мъж и млада жена. В един момент на помощ на Рение се появява млад крадец, емигрант, който една нощ нахлува в хотелската му стая и за чието бягство след взлома Рение сам съдейства. Руиз, както Рение го нарича в мислите си, след това се появява нееднократно във фантазиите му, докато е заедно с Лора.
Засягайки тема, провокативна и табуирана за времето си, Гари я поднася без циничност, откровено, поетично, и с иронично чувство за хумор.

## Контекст и значение
Литературните качества на романа „Нататък билетът не важи“ са тясно свързани и с житейските обстоятелства, при които Гари го пише и с литературното течение novel total, към което принадлежи. Вече известен дипломат от кариерата и писател, двадесет години след като е спечелил една от най-престижните награди за френска литература, „Гонкур“ (за „Корените на небето“, 1956 г.), Гари е изключително публична и обсъждана личност. Създавайки роман, чийто главен герой е успял мъж на същата възраст като него в този момент, с професионални и сексуални проблеми, които са описани проникновено и съчувствено, Гари цели да създаде впечатлението, че романът има автобиографичен характер.
Той нарочно провокира, като „подхвърля“ на пресата собствената ѝ представа за самия него – както с образа на застаряващия Рение, така и с фалоцентричната сюжетна тема. Литературната критика е „подмамена да падне в капана“ и със суровите си оценки за творбата да зададе сама мерилото за степента, в която стереотипизира автора, вместо да оценява независимо достойнствата на творбите му.
В един от отзивите за романа, критикът Одоар пише: „Преминал шейсетте, авторът на „Нататък билетът...“ продължава да ни поднася окъснели любовни истории. Още му се получава, но леко се изчерпва откъм нови идеи. Пред изгледите за започващата му (литературна) импотентност, [...] той трябва да обърне повече внимание на стила си. Или да си намери по-добри наемни писачи.“
Така с един ход Гари наведнъж изпълнява две свои задачи: подиграва се на стерилния медиен образ, който пресата и критиката са изградили за него, и подготвя паравана за своето оттегляне от литературата под името Ромен Гари и за появата на своето ново превъплъщение, Емил Ажар. Романът се проектира във времето, когато Гари замисля и осъществява проекта си „Емил Ажар“ – литературна мистификация, която бива разкрита едва след самоубийството му през декември 1980 година. Емил Ажар е псевдоним на Гари, под който той пише в пълна секретност, докато продължава да издава (още 1 – 2 книги приживе) и под името Ромен Гари.
През същата година, когато излиза „Нататък билетът не важи“, 1975 година, излиза и романът „Животът пред теб“ (La vie devant soi) с автор Ажар. Неподозиращата за превъплъщението литературна критика обявява Ажар за новата звезда на френската литература, а романът „Животът пред теб“ е удостоен с наградата „Гонкур“. Така, въпреки че правилата на конкурса изключват връчването на две награди „Гонкур“ на един и същ писател, Ромен Гари става първият и единствен автор, чиито две книги печелят това признание.

## Адаптации в киното
- Your Ticket Is No Longer Valid, канадски филм, режисиран от Джордж Кисинджър с участието на Ричард Харис, Джордж Пепърд и Жан Моро.